# 501LV
Lenovo TAB2 510LVは、Lenovoが製造販売したタブレット。ソフトバンク、Y!mobileで取り扱われていた。

## 沿革
2016年3月10日発売。